# Conquerors of Armageddon
Conquerors of Armageddon è il terzo album della band Death metal brasiliana Krisiun pubblicato il 7 marzo 2000. Si tratta del primo album della band sotto contratto con la Century Media Records.

## Tracce
1. Intro/Ravager – 3:52
2. Abyssal Gates – 5:16
3. Soul Devourer – 3:19
4. Messiah's Abomination – 3:56
5. Cursed Scrolls – 3:59
6. Conquerors of Armageddon – 6:05
7. Hatred Inherit – 5:34
8. Iron Stakes – 4:34
9. Endless Madness Descends – 5:00

## Formazione
- Alex Camargo - basso, voce
- Moyses Kolesne - chitarra
- Max Kolesne - batteria